# Berrocal de Huebra (kommunhuvudort)
Berrocal de Huebra är en kommunhuvudort i Spanien.   Den ligger i provinsen Provincia de Salamanca och regionen Kastilien och Leon, i den centrala delen av landet, 200 km väster om huvudstaden Madrid. Berrocal de Huebra ligger 897 meter över havet och antalet invånare är 105.
Terrängen runt Berrocal de Huebra är platt, och sluttar västerut. Runt Berrocal de Huebra är det mycket glesbefolkat, med 4 invånare per kvadratkilometer. Närmaste större samhälle är Tamames, 11,1 km sydväst om Berrocal de Huebra. Omgivningarna runt Berrocal de Huebra är huvudsakligen savann.